# Салтыковский сельский совет (Конотопский район)
Салтыковский сельский совет (укр. Салтиківська сільська рада) — входит в состав
Конотопского района
Сумской области
Украины.
Административный центр сельского совета находится в 
с. Салтыково
.

## Населённые пункты совета
- с. Салтыково
- пос. Белоусовка
- с. Ракитное